# Bero (geslacht)
Bero is een geslacht van straalvinnige vissen uit de familie van donderpadden (Cottidae).

## Soorten
- Bero elegans (Steindachner, 1881)
- Bero zanclus Snyder, 1911